# Amphiura diastata
Amphiura diastata is een slangster uit de familie Amphiuridae.
De wetenschappelijke naam van de soort werd in 1909 gepubliceerd door McClendon.